# Adalbert I van de Elzas
Adalbert I (overleden 723. Koenigshoffen) was hertog van de Elzas als opvolger van zijn vader Eticho I. Hij was de zoon van Eticho I en Bereswinde. Hij versterkte de greep van zijn familie op de bezittingen en ambten in de Elzas. Hij is begraven in de St. Stevenskerk te Straatsburg. Hij is heilig verklaard.
In 683 werd hij graaf van de Sundgouw onder zijn vader en voor 700 volgde hij hem op als hertog van de Elzas. Als hertog sticht hij het klooster van St. Stephanus in Straatsburg en benoemt zijn dochter Attala tot abdis. Hij bouwt de palts Koeningshoffen op de locatie van oude Romeinse tempels langs een Romeinse weg. Nu is het een wijk in Straatsburg. In 722 sticht hij samen met Ierse monniken het klooster van de aartsengel Michael in Honau, op een eiland in de Rijn.
Hij was tweemaal getrouwd:
1. Gerlinda van Pfalzel, van hoge Austrasische adel
2. Ingenia (geb. ca. 695), uit een rijke lokale familie.

Het is onduidelijk wie de moeder is van welke kinderen:
- Luitfried (geb. ca. 705), die zijn vader zou opvolgen, lijkt een zoon te zijn van Ingenia.
- Attala, (ovl. 3 december 741), opgevoed door haar tante St Odila (beschermheilige van de Elzas), abdis van St Steven te Straatsburg, heilig verklaard
- Eberhard, graaf in de Elzas
- Mason, graaf in de Sundgau

## Trivia
In de 19e eeuw ontstonden in Koeningshoffen een aantal brouwerijen met zijn naam. Ook nu nog is het de naam van een bekend Frans biermerk.